# Jingyin Zhang
Jingyin Zhang (chiń. 张景胤; ur. 20 grudnia 1999 w Jiangsu) – chiński siatkarz, reprezentant Chin, grający na pozycji przyjmującego.

## Sukcesy klubowe
Liga chińska:
- 2023

## Sukcesy reprezentacyjne
Mistrzostwa Azji Kadetów:
- 2017[3]

Letnia Uniwersjada:
- 2021

Mistrzostwa Azji:
- 2021[8]

Puchar Azji:
- 2022[9]

Igrzyska Azjatyckie:
- 2022[10]

## Nagrody indywidualne
- 2022: MVP i najlepszy przyjmujący Pucharu Azji[11]